# Bellapiscis medius
Bellapiscis medius är en fiskart som först beskrevs av Günther, 1861.  Bellapiscis medius ingår i släktet Bellapiscis och familjen Tripterygiidae. Inga underarter finns listade.